# ジョン・アッタ・ミルズ
ジョン・イヴァン・アッタ・ミルズ（John Evans Atta Mills、1944年7月21日 - 2012年7月24日）は、ガーナの政治家。第四共和政第3代大統領（2009年1月8日 - 2012年7月24日）。国民民主会議に所属。
英領ゴールド・コーストのタクワ出身。1997年から2001年まで第二次ジェリー・ローリングス政権下で副大統領を務めた。ミルズは、ロンドン・スクール・オブ・エコノミクスで法学の修士号、ロンドン大学東洋アフリカ研究学院(SOAS)で法学の博士号を取得しており、またフルブライト奨学生としてスタンフォード大学・ロースクールにも留学経験がある。
2008年12月の大統領選の決選投票で僅差で与党候補を破り当選。2010年9月に訪日。
2012年7月24日、アクラの病院で死去。かねて咽頭がんを患っていた。68歳没。

## 選書
ミルズは少なくとも以下に挙げた出版物を含む12冊以上の著作を生涯に書き残している。
- Taxation of Periodical or Deferred Payments arising from the Sale of Fixed Capital (1974)
- Exemption of Dividends from Income Taxation: A Critical Appraisal (1977)
- Report of the Tax Review Commission, Ghana, parts 1 – 3 (1977)
- Ghana’s Income Tax Laws and the Investor (1978)
- Ghana's New Investment Code: An Appraisal (1986)
- Criminal Law Treatment of Sexual Activity
- The role of the state in the evolution of the family in Anglophone countries of Africa: An overview
- A survey of taxes on the individual in Ghana
- Ghana's wealth tax: Some issues and problems
- Africa in the World (2002)[4]
- NEPAD and New International Relations (2002)[5]
- The Decline of a Regional Fishing Nation: The Case of Ghana and West Africa (2004)[6]